# Ostatnia Wieczerza (obraz Michaela Willmanna)
Ostatnia Wieczerza – obraz Michaela Willmanna z ok. 1661 r. pochodzący z klasztoru Cystersów w Lubiążu, obecnie w zbiorach Muzeum Narodowego we Wrocławiu.
Dzieło zostało wykonane na zamówienie opata klasztoru Arnolda Freibergera. Obraz opatrzony jest sygnaturą artysty oraz monogramem z datą i herbem opactwa Cystersów w Lubiążu i ma charakter nokturnu (ciemne wnętrze z monumentalnymi cokołami kolumn oświetlone blaskiem świec, twarze zebranych wydobyte z półmroku). Oprócz Chrystusa i apostołów malarz przedstawia po lewej stronie dodatkowe postaci: chłopca nalewającego wino, dwie osoby rozmawiające oraz jedną chwytającą się za głowę w geście przerażenia. Ponura postać Judasza w momencie zapowiedzi zdrady zwraca się w kierunku widza. Pod względem kompozycyjnym obraz wzorowany jest na miedziorycie Bolswerta według Petera Paula Rubensa z ok. 1631 r., nieco zmodyfikowanym przez artystę.
Obraz przeznaczony był do nastawy ołtarzowej, być może jako predella, jednego z ołtarzy bocznych usytuowanych w transepcie kościoła klasztornego.